# Argyra magnicornis
Argyra magnicornis är en tvåvingeart som först beskrevs av Zetterstedt 1838.  Argyra magnicornis ingår i släktet Argyra och familjen styltflugor. Arten är reproducerande i Sverige. Inga underarter finns listade i Catalogue of Life.